# ジャンガ・バハドゥル・ラナ

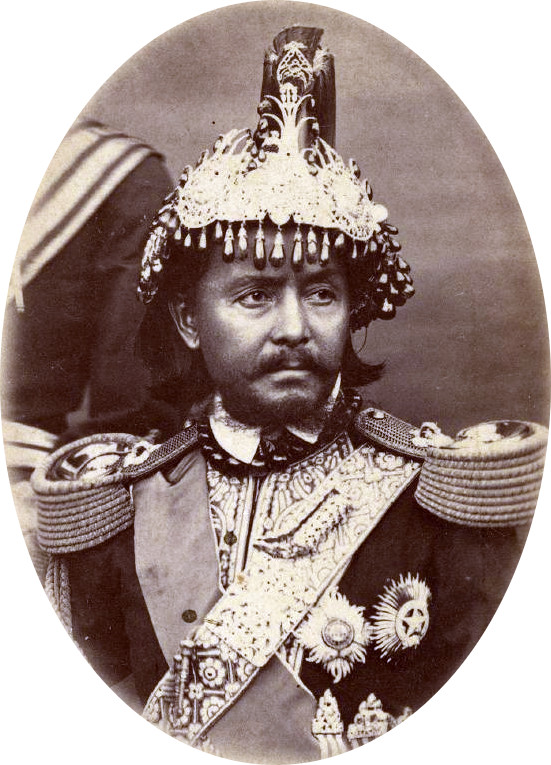
ジャンガ・バハドゥル・ラナ

ジャンガ・バハドゥル・ラナ（Jang Bahadur Rana、1816年6月18日 - 1877年2月25日）は19世紀、ネパール王国の軍人、政治家。改姓前はジャンガ・バハドゥル・クンワル（Jung Bahadur Kunwar）。
ラナ家の宰相による独裁政権を樹立した。二回にわたって宰相を務めている。その期間は、
1. 1846年9月15日 - 1856年8月1日
2. 1857年6月28日 - 1877年2月25日

本名はビール・ナラシンハ・クンワル（Bir Narasingh Kunwar）であるが、母方の叔父・マートバル・シンハ・タパからもらった「ジャンガ・バハドゥル」で有名になった。
彼は単なる独裁者ではなく、宮廷の内紛をなくしたり、官僚制や法制度を整備するなど、ネパールの近代化に尽くした。ネパール史上もっとも重要な人物の一人であるにもかかわらず、近代の歴史家は100年続いた独裁国家を設立し国民を抑圧し、経済的に最貧国に陥れたとしか評価しない。実際、ネパールの暗黒の歴史を作ったのは彼の甥たちである。

## 生涯

### 前半生
ジャンガ・バハドゥルは軍人の家系に生まれた。曽祖父ラーム・クリシュナ・クンワルは18世紀に、プリトビ・ナラヤン・シャハ王に重要な軍事指導者として仕えた。祖父ラナジット・クンワルはジュムラ地方の制圧に功があったばかりか、中国との戦争（清・ネパール戦争、1791年 - 1792年）でもやはり重要な役割を果たしている。父親バール・ナラシンハ・クンワルは、 1806年に宮廷内で第3代ネパール国王だった法王ラナ・バハドゥル・シャハが暗殺されたとき、暗殺者である法王の弟シェール・バハドゥル・シャハを即座に殺害した。この功績により、彼は「カージー」（執政）の称号を賜った。
ジャンガ・バハドゥルは1832年、16歳で初陣を飾った。だが、母方の大叔父にあたるビムセン・タパが失脚するとともに、彼も仕事を失い財産を失った。彼は数年間、北インドを放浪し、シク王国のラナジット・シンハへ仕官しようとしたが失敗した。
その後、1840年ネパールに帰国し砲兵大尉となる。1841年、王に請われてボディーガードとなり、1842年、王宮で「カージー」として仕えることになった。ジャンガ・バハドゥルの母方の叔父、マートバル・シンハが権力者に返り咲くと、ジャンガは彼とともに出世するが、シンハは彼の野心を嫌い、法定相続人の補佐役に左遷した。

### 王宮大虐殺事件

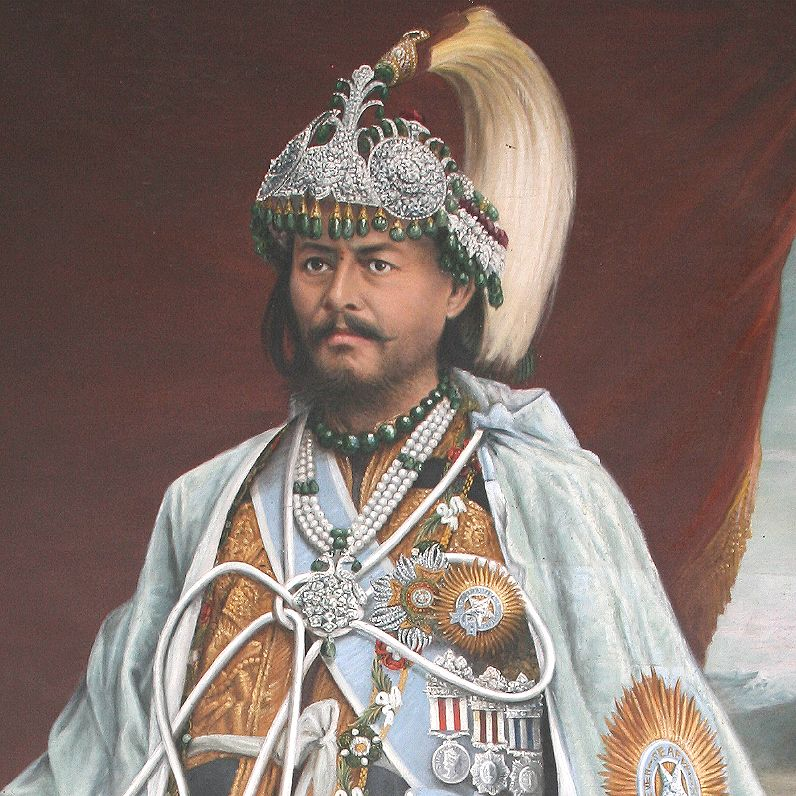
ジャンガ・バハドゥル・ラナ

1845年9月ファッテ・ジャンガ・シャハが首相になると、ジャンガ・バハドゥルは連立政府の第4位になった。しかし、政治の実権はラジェンドラ・ビクラム・シャハ王の王妃であるラージャ・ラクシュミー・デビーの秘密の愛人で軍参謀長ガガン・シンハ・カワースに握られていた。ジャンガ・バハドゥルは、ガガン・シンハに野心を隠して王妃に取り入った。ジャンガ・バハドゥルはガガン・シンハが持っていた7個連隊のうち3個連隊の指揮官になった。
陰謀や反陰謀が繰り返される中、1846年9月14日夜、ガガン・シンハは宮廷のバルコニー祈祷中に射殺された。王妃はジャンガ・バハドゥルにただちに全廷臣を王宮警護隊の庭（コート）に集めるよう命じた。皇后の命により、ジャンガ・バハドゥルは部下たちにコート内部にいれ、王妃の命令があるまで出さないよう命じた。このコート内部ではさまざまないきさつの後、首相ファッテ・ジャンガをはじめ多くの廷臣が虐殺された（王宮大虐殺事件）。
ジャンガ・バハドゥルと6人の兄弟は生き残り、翌日、王妃の命により、ジャンガは首相となる。殺されて空席となった廷臣の官位や軍の役職には弟や甥など一族をつけた。

### バンダールカール事件
王妃のラージャ・ラクシュミー・デビーは自分の息子を王位に付けることのみ考えており、ジャンガ・バハドゥルにスレンドラ王太子の暗殺を命じたが、彼はこれに反対し、王妃を必要によっては国法で罰するとまで言った。激怒した王妃は側近のビール・ドワジ・バスネット、ガガン・シンハの息子バジール・シンハ・カワースらとともにジャンガ・バハドゥルの暗殺を企てた。参加者の多くが最後の有力貴族「バスネット家」に属していたこのバンダールカール事件は裏切りに合い、首謀者らはことごとく処刑された。ジャンガ・バハドゥルの支持者の調査の結果、陰謀の背後に王妃がいたことが判明したため、ラジェンドラ王と王妃はインドのヴァーラーナシーに亡命した。
1847年5月、ジャンガ・バハドゥルは亡命していたラジェンドラ王の廃位を決め、スレンドラを王位につかせる。ジャンガ・バハドゥルはスレンドラを操り、自分の一族に権力を集中した。1850年までに、すべての政敵を追放。
1848年5月5日、ジャンガ・バハドゥルはスレンドラ王より、ラージプートの名門メーワール王国の君主号ラーナーに因んだラナ姓を賜った。
1851年、英国とフランスを旅行し、近代化の必要性を実感する。

### 近代法の制定

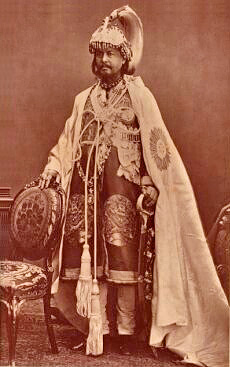
ジャンガ・バハドゥル・ラナ

近代化に着手したジャンガ・バハドゥルはまず、法制度の近代化（民法、刑法、行政法を含む）に着手する。これは1854年、「ムルキー・アイン」という1400ページにわたる大法典として完成した。
1856年、ジャンガ・バハドゥルは首相の座を弟バム・バハドゥル・ラナに譲る。これは当時重病であった弟の功績に報いるためだったと考えられている。それと同時に国王は、首相の職をラナ家の世襲とすることを決めた。これが、104年間にわたるラナ家支配の始まりであった。
1857年に弟が死ぬと、別の弟クリシュナ・バハドゥル・ラナが首相代理を務めたあと、ジャンガ・バハドゥルはふたたび首相となり、イギリスに協力してインド大反乱鎮圧に尽力した。
ジャンガ・バハドゥルは1877年に死去するまでその地位にあった。死後、弟ラノッディープ・シンハ・ラナが首相に就任したが、末弟のディール・シャムシェル・ラナに実権を握られた。